# Campeonato Europeo de Gimnasia Artística de 1973
El X Campeonato Europeo de Gimnasia Artística se celebró en dos sedes distintas: el concurso masculino en Grenoble (Francia) y el concurso femenino en Londres (Reino Unido) en el año 1973. El evento fue organizado por la Unión Europea de Gimnasia (UEG).

## Resultados

### Masculino
| Evento                 | Oro                                                                            | Plata                                                              | Bronce                                       |
| ---------------------- | ------------------------------------------------------------------------------ | ------------------------------------------------------------------ | -------------------------------------------- |
| Concurso completo ind. | Viktor Klimenko Unión Soviética                                                | Nikolái Andrianov Unión Soviética                                  | Klaus Köste República Democrática Alemana    |
| Suelo                  | Nikolái Andrianov Unión Soviética                                              | Viktor Klimenko Unión Soviética                                    | Klaus Köste República Democrática Alemana    |
| Caballo con arcos      | Zoltán Magyar · Hungría ·                                                      | Wilhelm Kubica · Polonia ·                                         | Viktor Klimenko Unión Soviética              |
| Anillas                | Viktor Klimenko Unión Soviética                                                | Nikolái Andrianov · Unión Soviética · Dan Grecu · Rumania ·        |                                              |
| Salto de potro         | Nikolái Andrianov Unión Soviética                                              | Andrzej Szajna · Polonia ·                                         | Imre Molnár · Hungría ·                      |
| Paralelas              | Viktor Klimenko Unión Soviética                                                | Nikolái Andrianov · Unión Soviética · Mauro Nissinen · Finlandia · |                                              |
| Barra fija             | Eberhard Gienger Alemania Occidental Klaus Köste República Democrática Alemana |                                                                    | Wolfgang Thüne República Democrática Alemana |

### Femenino
| Evento                 | Oro                                                                                  | Plata                                           | Bronce                                         |
| ---------------------- | ------------------------------------------------------------------------------------ | ----------------------------------------------- | ---------------------------------------------- |
| Concurso completo ind. | Liudmila Turishcheva Unión Soviética                                                 | Olga Korbut Unión Soviética                     | Kerstin Gerschau República Democrática Alemana |
| Salto de potro         | Angelika Hellmann República Democrática Alemana Liudmila Turishcheva Unión Soviética |                                                 | Uta Schorn Alemania Occidental                 |
| Barras asimétricas     | Liudmila Turishcheva Unión Soviética                                                 | Angelika Hellmann República Democrática Alemana | Alina Goreac · Rumania ·                       |
| Barra                  | Liudmila Turishcheva Unión Soviética                                                 | Alina Goreac · Rumania ·                        | Anca Grigoraş · Rumania ·                      |
| Suelo                  | Liudmila Turishcheva Unión Soviética                                                 | Kerstin Gerschau República Democrática Alemana  | Alina Goreac · Rumania ·                       |

## Medallero
| Núm. | País      | Oro | Plata | Bronce | Total |
| ---- | --------- | --- | ----- | ------ | ----- |
| 1    | URSS      | 10  | 5     | 1      | 16    |
| 2    | RDA       | 2   | 2     | 4      | 8     |
| 3    | RFA       | 1   | 0     | 1      | 2     |
| 3    | Hungría   | 1   | 0     | 1      | 2     |
| 5    | Rumania   | 0   | 2     | 3      | 5     |
| 6    | Polonia   | 0   | 2     | 0      | 2     |
| 7    | Finlandia | 0   | 1     | 0      | 1     |
|      | TOTAL     | 14  | 12    | 10     | 36    |